# Ferdinand Bol

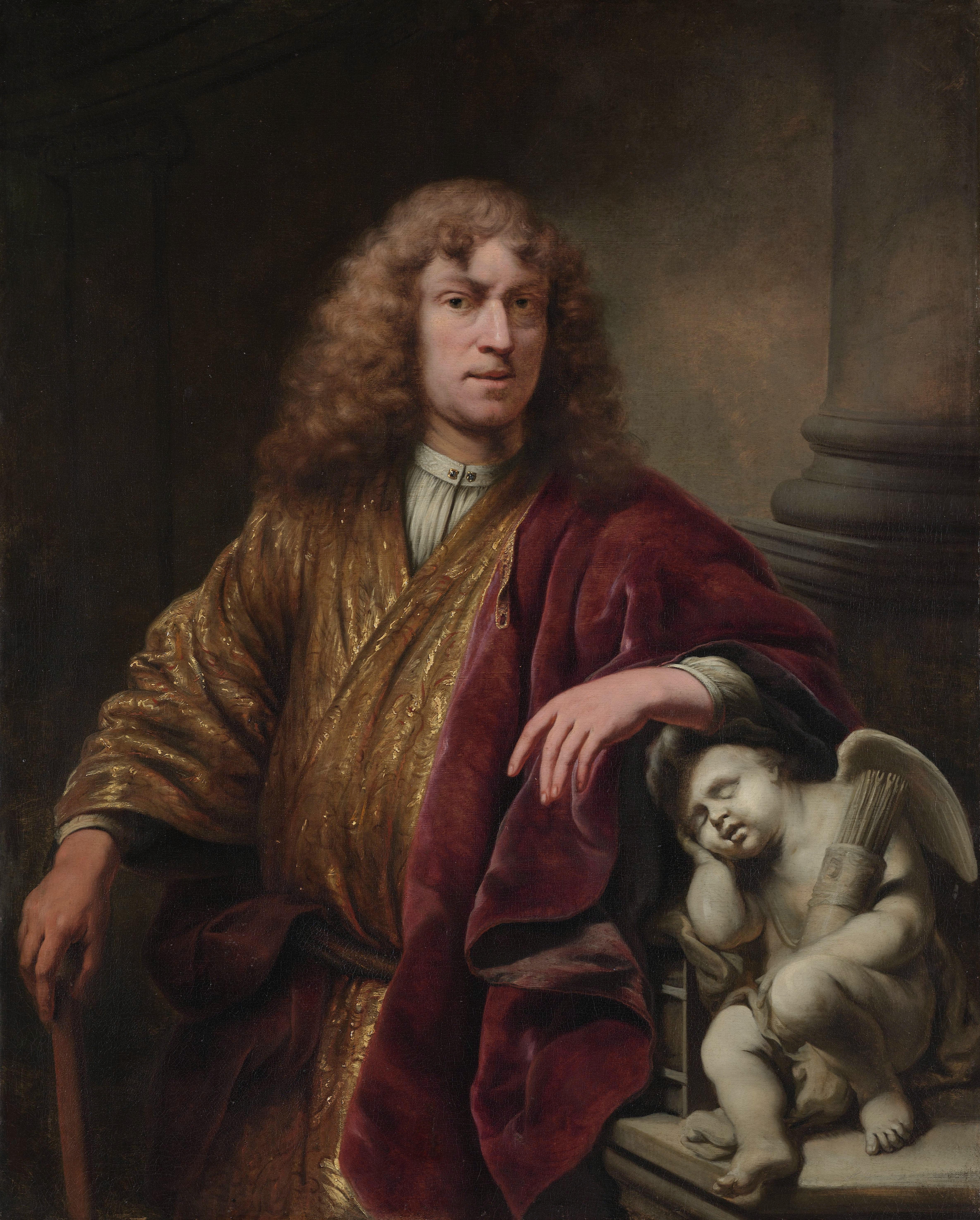
Ferdinand Bol, Selbstporträt (circa 1669)

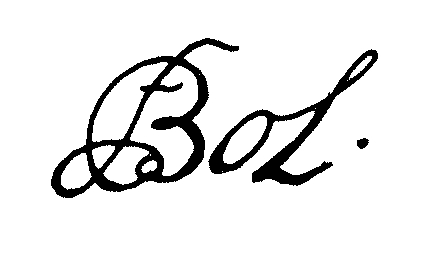
Signatur

Ferdinand Bo(e)l (* 1616 in Dordrecht; † 24. August 1680 in Amsterdam) war ein niederländischer Maler biblischer sowie mythologischer Szenen und Selbstporträts.

## Leben
Bol war der Sohn eines Barbiers und lernte zuerst bei Jacob Gerritsz. Cuyp, dem Vater Albert Cuyps, und weiter bei Abraham Bloemaert in Utrecht. Dann zog er nach Amsterdam und wurde Schüler von Rembrandt van Rijn, beide arbeiteten im Atelier von Hendrick van Uylenburgh. Bol hatte durch seine erste Frau gute Beziehungen mit der Admiralität und bekam von dieser mehrere Aufträge.
Bol wurde sehr wohlhabend, als er, nachdem seine erste Frau verstarb, eine reiche Witwe heiratete. Er lebte an der Keizersgracht 672, in dem Haus befindet sich heute das Museum Van Loon. Seitdem hatte Bol kaum noch Gemälde geschaffen. Er verwaltete das städtische Leprosenhaus. 
Die etwa 17 Radierungen Bols sind in Rembrandts Weise gehalten. Einige waren derart ähnlich, dass sie längere Zeit Rembrandt zugeschrieben wurden. Seine Werke befinden sich unter anderem im Museum Boijmans Van Beuningen (Rotterdam), im Rijksmuseum Amsterdam, in der Alten Pinakothek (München), in der Kunstgalerie in Tambow, in der  National Gallery (London), im Louvre (Paris), in der Eremitage (Sankt Petersburg) und in der Gemäldegalerie Alte Meister (Dresden) sowie Staatliches Museum Schwerin.
Die Gemälde Bols sind selten auf dem Kunstmarkt zu finden.

## Auktionen
- 1825 in Nürnberg: Mutius Scaevola verbrennet seine Hand im Beysein des Königes Porsenna.[1]